# Movistar Team/2013
Deze pagina geeft een overzicht van de Movistar Team ProTeam-wielerploeg in 2013.

## Algemeen
Sponsor: telecomgigant Telefónica
Algemeen Manager: José Luis Laguia Martinez
Ploegleiders: José Luis Jaimerena, Yvon Ledanois, José Luis Arrieta, Alfonso Galilea Zurbano
Fietsen: Pinarello
Onderdelen: Campagnolo
Kleding: Nalini
Budget: niet bekend
Kopmannen: Juan José Cobo, Rui Costa, José Joaquín Rojas, Alejandro Valverde

## Renners
| Naam                 | Geboortedatum | Nationaliteit       | Ploeg 2012          |
| -------------------- | ------------- | ------------------- | ------------------- |
| Andrey Amador        | 29-08-1986    | Costa Rica          |                     |
| David Arroyo         | 07-01-1980    | Spanje              |                     |
| Marzio Bruseghin     | 15-06-1974    | Italië              |                     |
| Eros Capecchi        | 13-06-1986    | Italië              | Liquigas-Cannondale |
| Jonathan Castroviejo | 27-04-1987    | Spanje              |                     |
| Juan José Cobo       | 11-02-1981    | Spanje              |                     |
| Rui Costa            | 05-10-1986    | Portugal            |                     |
| Alex Dowsett         | 03-10-1988    | Verenigd Koninkrijk | Team Sky            |
| Imanol Erviti        | 15-18-1983    | Spanje              |                     |
| Jesús Herrada        | 26-07-1990    | Spanje              |                     |
| José Herrada         | 01-10-1985    | Spanje              |                     |
| José Iván Gutiérrez  | 27-11-1978    | Spanje              |                     |
| Beñat Intxausti      | 20-03-1986    | Spanje              |                     |
| Vladimir Karpets     | 20-09-1980    | Rusland             |                     |
| Pablo Lastras        | 20-01-1976    | Spanje              |                     |
| Ángel Madrazo        | 30-07-1988    | Spanje              |                     |
| Javier Moreno        | 18-07-1984    | Spanje              |                     |
| Sergio Pardilla      | 16-01-1984    | Spanje              |                     |
| Rubén Plaza          | 29-02-1980    | Spanje              |                     |
| Nairo Quintana       | 04-02-1990    | Colombia            |                     |
| José Joaquín Rojas   | 08-08-1985    | Spanje              |                     |
| Branislaw Samojlaw   | 25-05-1985    | Wit-Rusland         |                     |
| Enrique Sanz         | 10-09-1989    | Spanje              |                     |
| Sylwester Szmyd      | 12-03-1978    | Polen               | Liquigas-Cannondale |
| Alejandro Valverde   | 25-04-1980    | Spanje              | '                   |
| Francisco Ventoso    | 06-05-1982    | Spanje              |                     |
| Giovanni Visconti    | 13-01-1983    | Italië              |                     |

## Belangrijke overwinningen
| Tour Down Under Bergklassement: Javier Moreno Trofeo Serra de Tramuntana Winnaar: Alejandro Valverde Ruta del Sol Proloog: Alejandro Valverde 4e etappe: Alejandro Valverde Eindklassement: Alejandro Valverde Ronde van Catalonië 3e etappe: Nairo Quintana Ronde van het Baskenland 4e etappe: Nairo Quintana Eindklassement: Nairo Quintana Jongerenklassement: Nairo Quintana Klasika Primavera Winnaar: Rui Costa Ronde van Castilië en León 3e etappe: Rubén Plaza Eindklassement: Rubén Plaza Ronde van Madrid Winnaar: Javier Moreno Ronde van Italië 8e etappe (individuele tijdrit): Alex Dowsett 15e etappe: Giovanni Visconti 16e etappe: Beñat Intxausti 17e etappe: Giovanni Visconti | Ronde van Asturië 2e etappe: Javier Moreno Ronde van Zwitserland 7e etappe: Rui Costa 9e etappe (individuele tijdrit): Rui Costa Eindklassement: Rui Costa Nationale kampioenschappen wielrennen Verenigd Koninkrijk - tijdrit: Alex Dowsett Portugal - tijdrit: Rui Costa Spanje - tijdrit: Jonathan Castroviejo Spanje - wegwedstrijd: Jesús Herrada Ronde van Frankrijk 16e etappe: Rui Costa 19e etappe: Rui Costa 20e etappe: Nairo Quintana Jongerenklassement: Nairo Quintana Bergklassement: Nairo Quintana Ronde van Burgos 5e etappe: Nairo Quintana Eindklassement: Nairo Quintana | Ronde van Poitou-Charentes 5e etappe: Jesús Herrada Ronde van Spanje Puntenklassement: Alejandro Valverde WK wielrennen Winnaar: Rui Costa Ronde van Peking 4e etappe: Beñat Intxausti Eindklassement: Beñat Intxausti |

Mannen: 2003 · 2004 · 2005 · 2006 · 2007 · 2008 · 2009 · 2010 · 2011 · 2012 · 2013 · 2014 · 2015 · 2016 · 2017 · 2018 · 2019 · 2020 · 2021 · 2022 · 2023 · 2024 · 2025
Vrouwen: 2018 · 2019 · 2020 · 2021 · 2022 · 2023 · 2024
AG2R-La Mondiale · Argos-Shimano · Astana · Belkin Pro Cycling · BMC Racing Team · Cannondale Pro Cycling Team · Euskaltel-Euskadi · FDJ · Team Garmin-Sharp · Katjoesja · Lampre-Merida · Lotto-Belisol · Team Movistar · Omega Pharma-Quick Step · Orica-GreenEdge · RadioShack-Leopard · Team Saxo-Tinkoff · Sky ProCycling · Vacansoleil-DCM